# Gail Carson Levine
Gail Carson Levine (Nova York, 17 de setembro de 1947) é uma escritora americana de literatura infantojuvenil. O seu primeiro romance Ella Enfeitiçada, foi premiado com um Newbery Honor em 1998.
O seu livro também foi adaptado para o cinema em 2004, em um filme estrelado por Anne Hathaway.

## Obra
- Ella Enfeitiçada (1997)
- Dave a Noite (1999)
- Contos de Princesa: Volume Um (2002) (versão compilada)
  - O Erro da Fada (1999) - Versão Moderna de Sapos e Diamantes
  - O Teste da Princesa (1999) - Versão Moderna de A Princesa e a Ervilha
  - Princesa Sonora e o Longo Sono (1999)	 - Versão Moderna de A Bela Adormecida
- O Pedido (2000)
- As Duas Princesas de Bamarre (2001)
- Betsy dos Alarmes Falsos (2002)
- Contos de Princesa: Volume Dois (2004) (versão compilada)
  - Cinderellis e a Colina de Vidro (2000) - Versão Moderna de A Princesa na Colina de Vidro
  - Pelo amor de Biddle (2002) - Versão Moderna de Puddocky
  - O Retorno da Fada (2002)	- Versão Moderna de O Ganso de Ouro
- Pó de Fada e a Busca pelo Ovo (2005)
- Mais Justo (2006)- Sátira de Branca de Neve
- Escrevendo Mágica: Criando Histórias que Voam (2006)
- O Retorno da Fada e Outros Contos de Princesas (2006) (compilação com os seis Contos de Princesas)
- Fada Haven e a Busca pela Varinha (2008)
- Ever (2008)
- Fadas e a Busca pela Terra do Nunca (2010)
- Conto dos Dois Castelos (2011)
- Mágica Roubada (Escrevendo atualmente)

Nota: visto que os livros, com exceção de Ella Enfeitiçada - lançado no Brasil em 2004 pela Editora Rocco - , ainda não possuem uma versão em português, os títulos mencionados são de tradução livre.

## Referencias
1. ↑  Newbery Medal and Honor Books, 1922-Present. Association for Library Service to Children. Accessado em 29 de Junho, 2010.